# Íris Bruzzi
Íris Maria Brüzzi de Medeiros (Rio de Janeiro, 16 de fevereiro de 1935) é uma atriz, dançarina, escritora e ex-vedete brasileira.

## Biografia
Íris nasceu no Rio de Janeiro, filha de Joaquim Laurentino de Medeiros e de Íris Bruzzi de Medeiros. Consta em seu registro de nascimento avós paternos ignorados e avós maternos Francisco de Oliveira Barbosa e Carlinda Bruzzi Barbosa, que posteriormente se casou com Antônio Carlos Caneti passando a assinar Carlinda Bruzzi Caneti.
Estreou na carreira artística em Massagista de Madame , de 1958. Ficou conhecida como vedete nos shows de Carlos Machado e como uma das Certinhas do Lalau de Sérgio Porto. Sua carreira como atriz também inclui cinema e televisão.
Foi casada com Walter Pinto, Nelson Caruso e Jorge Dória. Seu filho com Nelson Caruso, Marcelo Bruzzi Caruso, tornou-se o primeiro brasileiro eleito deputado estadual nos Estados Unidos, pela Flórida. O mesmo enfrenta atualmente problemas com a justiça dos Estados Unidos.
Íris Bruzzi viveu nos Estados Unidos, onde alugava apartamentos para turistas.
Interpretou Margarida, mais conhecida como Guida Guevara na telenovela Belíssima, de Sílvio de Abreu, na Rede Globo com sua amiga e ex-vedete Carmen Verônica, que interpretou Maria Benedita Piedade, mais conhecida como Mary Montilla. A mesma personagem a atriz havia interpretado 24 anos antes na novela Jogo da Vida (1981), do mesmo autor Sílvio de Abreu.
Depois do final de Belíssima, recebeu o convite da Rede Record para compor o elenco de Vidas Opostas. Interpretou Elisa, mãe de um promotor público (Luciano Szafir) viciada em jogos.
Em 2006, gerou polêmica por declarar: Adoro casaco de vison. Não estou nem aí se mataram o bichinho; - declaração que pode ser conferida ainda na edição nº 52 de dezembro de 2006 da revista Veja.
Em 2008, viajou pelo Brasil atuando na comédia teatral Subindo pelas Paredes, de Wesley Marchiori, ao lado de Antônia Fontenelle e Nina de Pádua. 
Em 2014 deixa a Rede Record, após a emissora optar por não renovar contrato com a atriz.
Em 2016, ganhou uma causa trabalhista contra a Rede Record, lutando para ser reconhecida como ex-funcionária. A emissora terá de fazer anotações em sua carteira de trabalho e pagar as obrigações trabalhistas referentes aos anos de 2006 a 2014.
Em dezembro de 2018, Íris revelou ao canal de Antônia Fontenelle no Youtube ter sido abusada pelo amigo Castrinho enquanto estava bêbada e inconsciente e ambos estavam hospedados no mesmo hotel na década de 60. Apesar do tom humorado, a declaração de Íris repercutiu e surpreendeu o próprio Castrinho, que afirmou que os dois chegaram a namorar na época e ameaçou processar Bruzzi por danos morais.

## Filmografia

### Televisão
| Ano  | Título                          | Personagem                          | Notas                                     | Emissora     |
| ---- | ------------------------------- | ----------------------------------- | ----------------------------------------- | ------------ |
| 1958 | Princesa                        |                                     | Episódio: "Quatro Princesas"              | —            |
| 1959 | Teatrinho Trol                  | Cinderela                           | Episódio: "Cinderela"                     | Rede Tupi    |
| 1963 | Teatrinho Trol                  | —                                   | Gira o Mundo Gira                         | Rede Tupi    |
| 1964 | É Proibido Amar                 | Élida                               |                                           | TV Excelsior |
| 1966 | Almas de Pedra                  | Ruth Ramalho (Naná)                 |                                           | TV Excelsior |
| 1967 | O Grande Segredo                | Sílvia                              |                                           | TV Excelsior |
| 1967 | O Morro dos Ventos Uivantes     | Frances                             |                                           | TV Excelsior |
| 1968 | Balança Mas Não Cai             | Ofélia                              |                                           | Rede Globo   |
| 1968 | O Terceiro Pecado               | Margo                               |                                           | TV Excelsior |
| 1968 | Ana                             | Carmem                              |                                           | Rede Record  |
| 1969 | Algemas de Ouro                 | Ana Lúcia                           |                                           | Rede Record  |
| 1969 | Seu Único Pecado                | Tônia Barra                         |                                           | Rede Record  |
| 1970 | Mais Forte que o Ódio           | Duda                                |                                           | TV Excelsior |
| 1970 | Pigmalião 70                    | Malu                                |                                           | Rede Globo   |
| 1971 | Minha Doce Namorada             | Baby                                |                                           | Rede Globo   |
| 1973 | Divinas & Maravilhosas          | Renée                               |                                           | Rede Tupi    |
| 1981 | Jogo da Vida                    | Guida Rivera                        |                                           | Rede Globo   |
| 1983 | A Festa É Nossa                 | Ofélia                              |                                           | Rede Globo   |
| 1983 | Guerra dos Sexos                | Organizadora da festa de Charlô     | —                                         | Rede Globo   |
| 1983 | Sítio do Picapau Amarelo        | Miss Sardine                        | Episódio: "O Gato Félix"                  | Rede Globo   |
| 1983 | Voltei pra Você                 | Clotilde                            |                                           | Rede Globo   |
| 1984 | Corpo a Corpo                   | Vânia Fonseca                       |                                           | Rede Globo   |
| 1986 | Selva de Pedra                  | Arlinda (Ex-vedete)                 |                                           | Rede Globo   |
| 1988 | Vale Tudo                       | Eunice Meireles                     |                                           | Rede Globo   |
| 1998 | Pecado Capital                  | Otília                              |                                           | Rede Globo   |
| 2002 | Brava Gente                     | Sueli                               | Episódio: "O Enterro da Cafetina"         | Rede Globo   |
| 2003 | O Beijo do Vampiro              | Mirtes                              |                                           | Rede Globo   |
| 2005 | Belíssima                       | Guida Guevara                       |                                           | Rede Globo   |
| 2006 | Vidas Opostas                   | Eliza Rocha (Lisinha )              |                                           | Rede Record  |
| 2008 | Chamas da Vida                  | Teresa Amaro da Silva (Vó Tuquinha) |                                           | Rede Record  |
| 2010 | Ribeirão do Tempo               | Beatriz Castro do Amaral            |                                           | Rede Record  |
| 2012 | Máscaras                        | Olívia Motta                        |                                           | Rede Record  |
| 2013 | Balacobaco                      | Horácia Pedrosa                     |                                           | Rede Record  |
| 2013 | Pecado Mortal                   | Nair                                |                                           | Rede Record  |
| 2014 | Manual Prático da Melhor Idade  | Conceição                           |                                           | Rede Record  |
| 2015 | Aí Eu Vi Vantagem               | Dóris                               | Episódio: "Mamãe Não Pode Morrer"         | Multishow    |
| 2020 | Shippados                       | —                                   |                                           | Globoplay    |
| 2020 | Treme Treme                     | Madame Mamona                       |                                           | Multishow    |
| 2023 | Companhias do Teatro Brasileiro | Ela mesma                           | Episódio: "Cia. de Revistas Walter Pinto" | Curta!       |

### Cinema[12]
| Ano  | Título                             | Personagem            |
| ---- | ---------------------------------- | --------------------- |
| 1958 | Massagista de Madame               | Isabel                |
| 1959 | Garota Enxuta                      | —                     |
| 1960 | O Viúvo Alegre                     | Embaixatriz Nikolaiev |
| 1963 | Crime no Sacopã                    | Granfina              |
| 1966 | As Cariocas                        | Marlene               |
| 1968 | O Homem Nu                         | Marieta               |
| 1968 | O Estranho Mundo de Zé do Caixão   | Tara                  |
| 1969 | Golias Contra o Homem das Bolinhas | Arlete                |
| 1970 | A Arte de Amar Bem                 | Gardênia              |
| 1972 | Som Amor e Curtição                | —                     |
| 1974 | Os Alegres Vigaristas              | Lillian               |
| 1974 | As Mulheres Que Fazem Diferente    | Esposa                |
| 1975 | Com Um Grilo na Cama               | Gigi                  |
| 1975 | Um Soutien Para Papai              | Lara                  |
| 1977 | Esse Rio Muito Louco               | Maria                 |
| 1977 | Pensionato das Vigaristas          | Minerva               |
| 1977 | Pintando o Sexo                    | Conchetta             |
| 1978 | Assim Era a Pornochanchada         | Ela Mesma             |
| 1980 | Ariella                            | Beatriz               |
| 1982 | Amor Estranho Amor                 | Laura                 |
| 1983 | Aventuras de um Paraíba            | —                     |
| 1988 | Sonhos de Menina Moça              | —                     |

## No Teatro[17]
- 2008 - Subindo pelas Paredes
- 2006 - Amigas Para Sempre[18]
- 1989 - De Artista e Louco Todo Mundo Tem um Pouco
- 1989 - Madame Caviar
- 1987 - Abaixo a Nova República
- 1985 - Viva a Nova República
- 1983 - Piaf, a Vida de Uma Estrela da Canção
- 1980 - Swing: A Troca de Casais
- 1978 - Classe Média: Televisão Quebrada ou Fim de Papo
- 1977 - Sodoma e Gomorra ou O Último A Sair Apaga a Luz
- 1975 - Greta Garbo, Quem Diria, Acabou no Irajá
- 1972/1973 - O Cordão Umbilical
- 1972/1973 - O Jardim das Borboletas
- 1971 - Tudo no Jardim
- 1969 - O Segundo Tiro
- 1968 - Cemitério de Automóveis
- 1968 - O Belo e as Feras
- 1965 - Marilyn de Ipanema
- 1964 - O Cunhado do Presidente
- 1963 - O Bem-Amado
- 1962 - Caindo de Touché
- 1961 - Uma Cama para Três
- 1961 - Vive Les Femmes
- 1961 - O Diabo que a Carregue Lá Pra Casa
- 1960 - Conheça Seu Homem
- 1960 - Passeio Sob o Arco-Íris
- 1959 - Te Futuco, Num Futuca
- 1958 - Quatro Princesas
- 1953 - Carrossel de 53
- 1953 - Um Americano em Recife